# Akwamanila

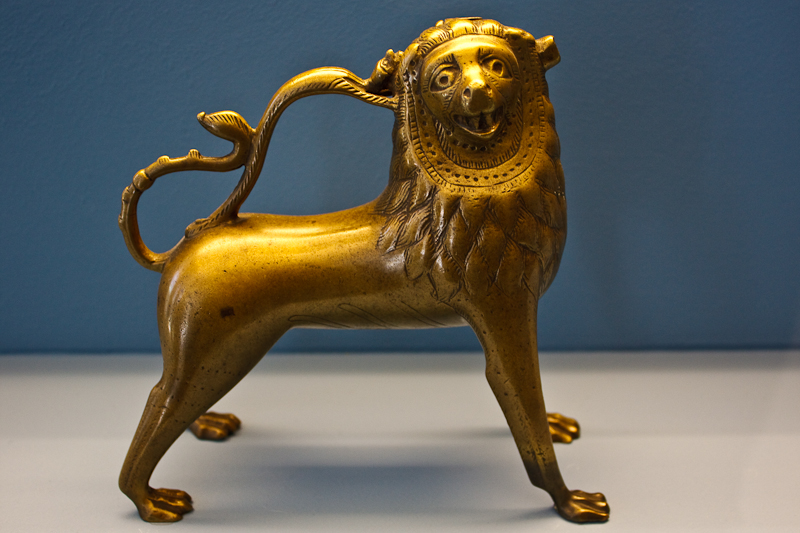
Akwamanile z mosiądzu w postaci lwa, Hildesheim (1250-1300)

Akwamanile (akwamanila,  akwamanilla) (łac. aqua – woda, manus – ręka) - metalowe lub ceramiczne naczynie na wodę do polewania rąk przy obrzędach liturgicznych.

## Forma
Wykonywano je z brązu, miedzi, cyny, mosiądzu lub srebra i dekorowano rytowanymi figurami lub scenami z Biblii, później także emaliowano. Pod koniec okresu romańskiego zaczęło przybierać kształty zoomorficzne (np. gryf, pies, koń, lew) i antropomorficzne (np. rycerz na koniu, brodaty człowiek).  

## Historia
W Persji i krajach islamu znane było już od VII w. W chrześcijańskich obrzędach liturgicznych w Europie zaczęto go używać od XI w. Pod koniec XV w. przestały być stosowane podczas nabożeństw. Ich funkcje przejęły ampułki. 
Do naszych czasów zachowała się znaczna liczba akwamanile pochodzenia flamandzkiego i niemieckiego z XIII i XIV w. W zbiorach Muzeum Czartoryskich w Krakowie znajduje się akwamanile egipskie z XI-XII w.

## Galeria

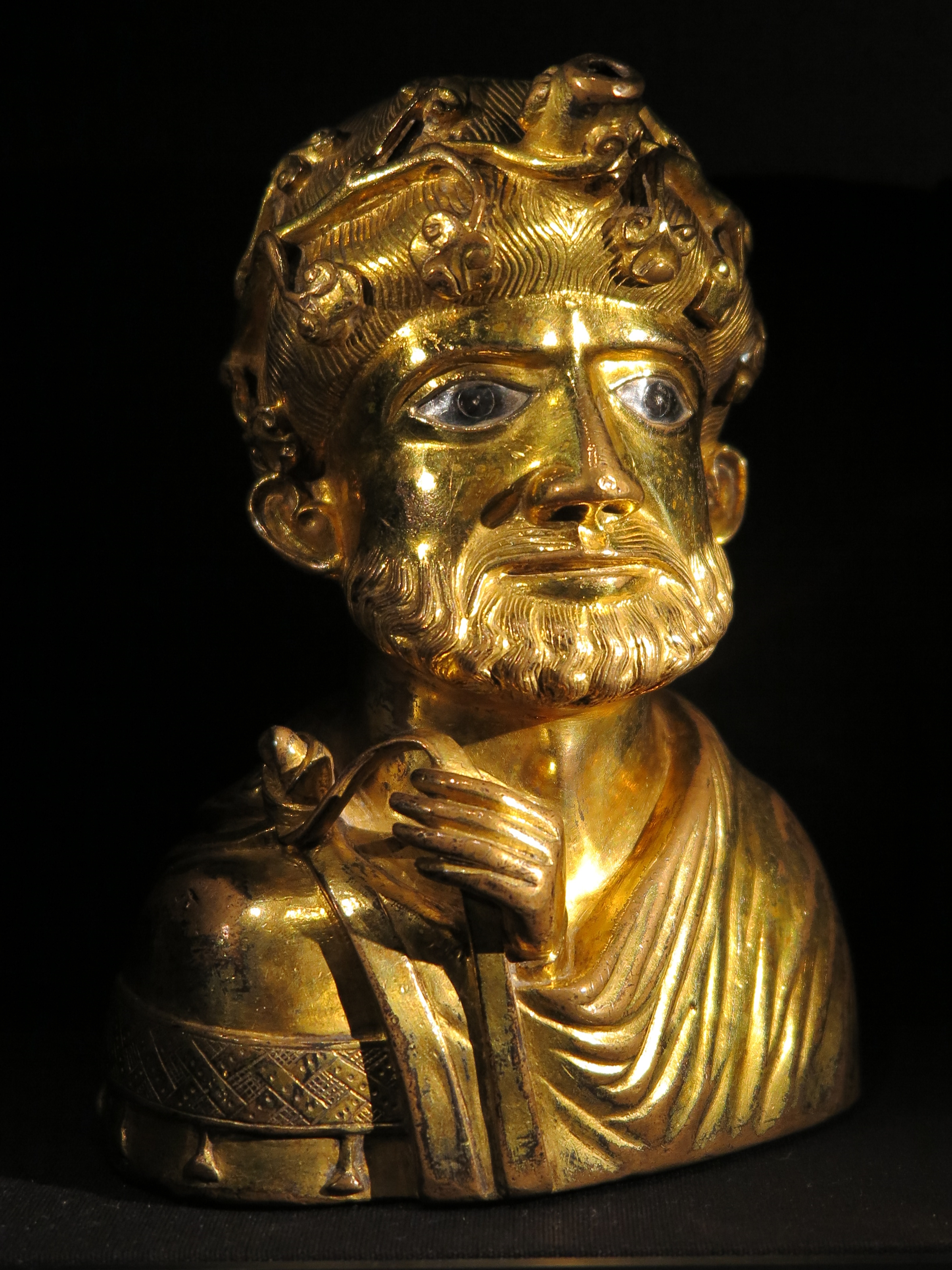
Akwamanile w kształcie popiersia mężczyzny, 1170/80, katedra w Akwizgranie
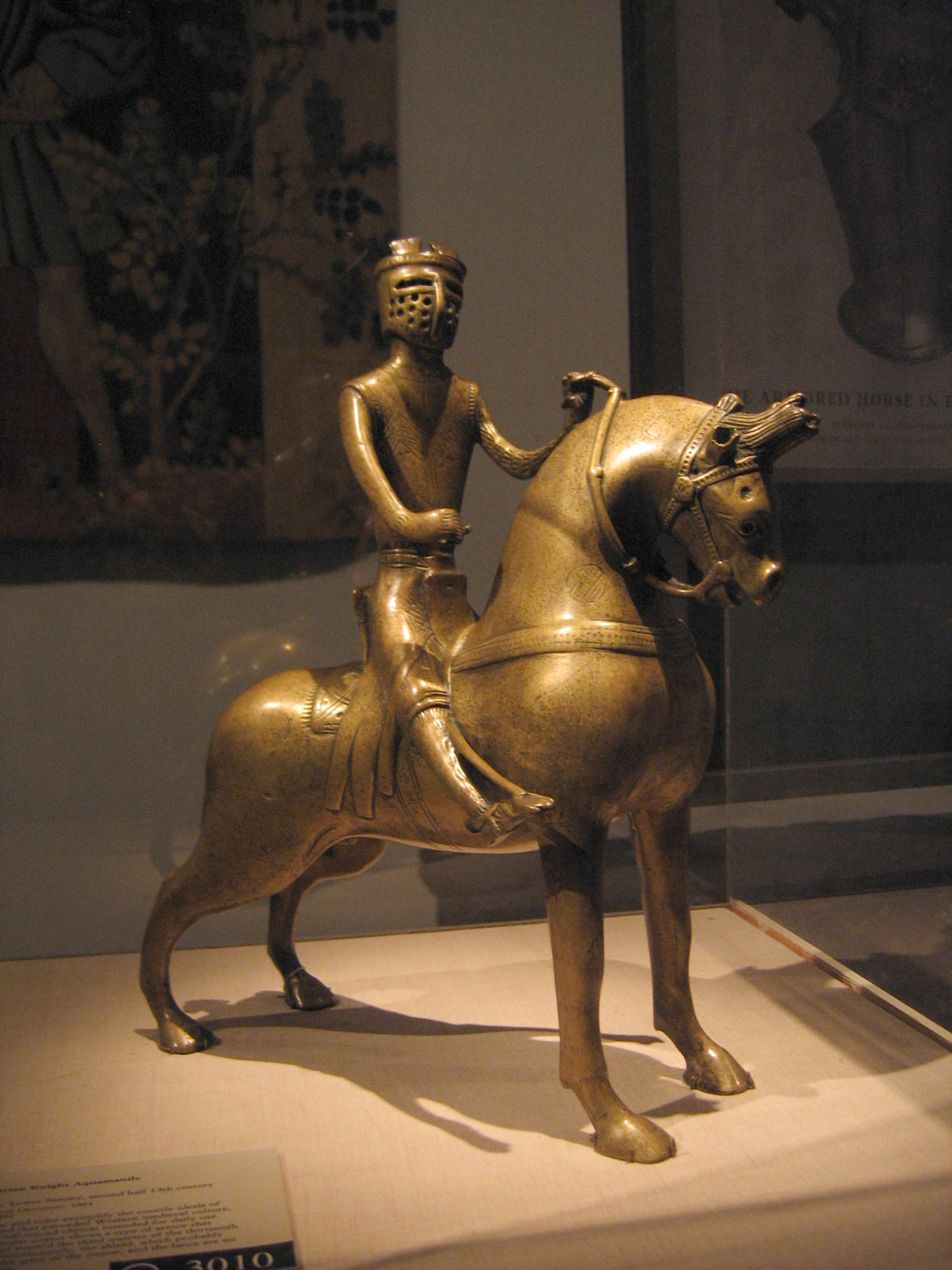
Akwamanile w formie konnego rycerza (XIII w.)
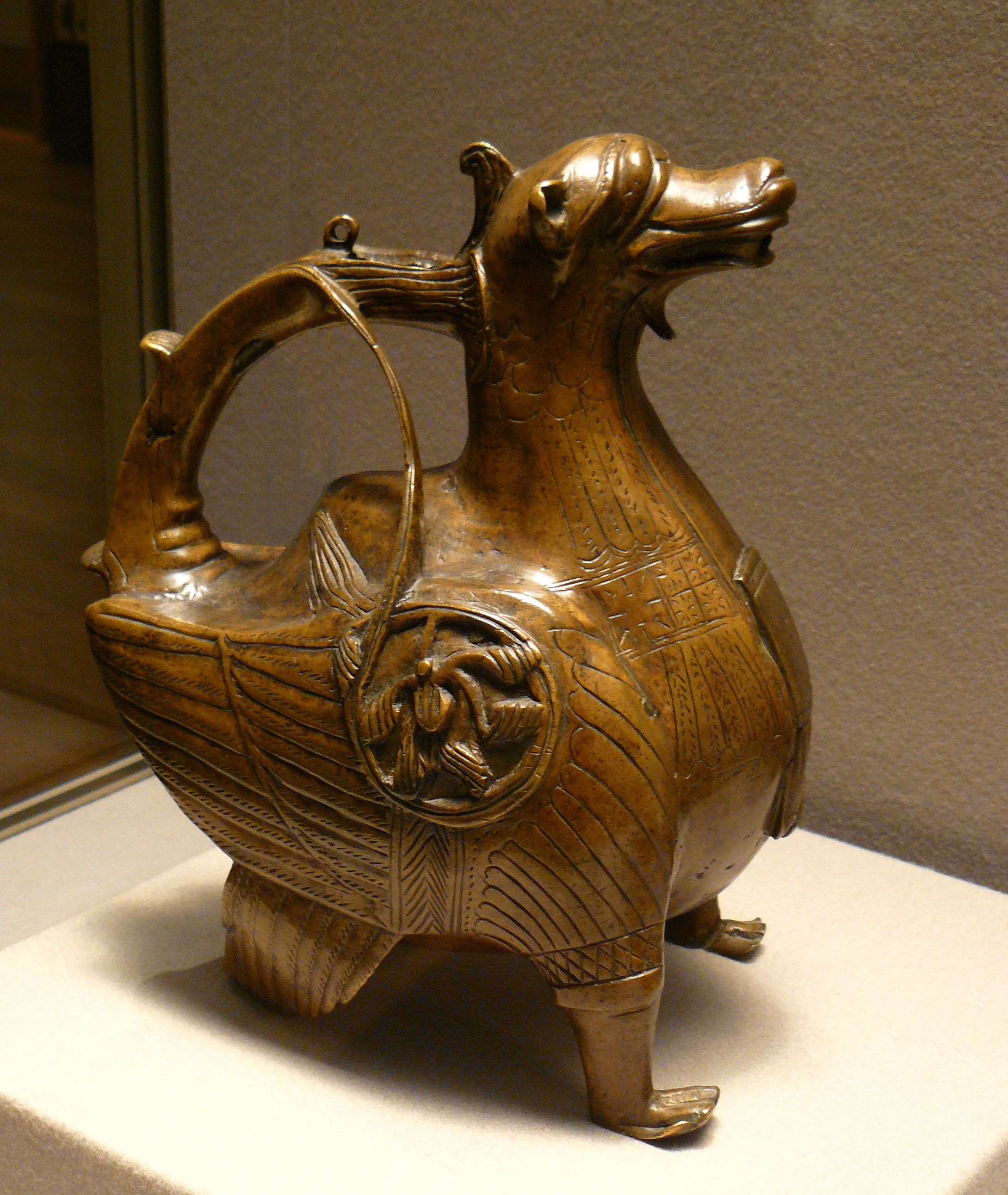
Akwamanile w kształcie gryfa (XV w.)
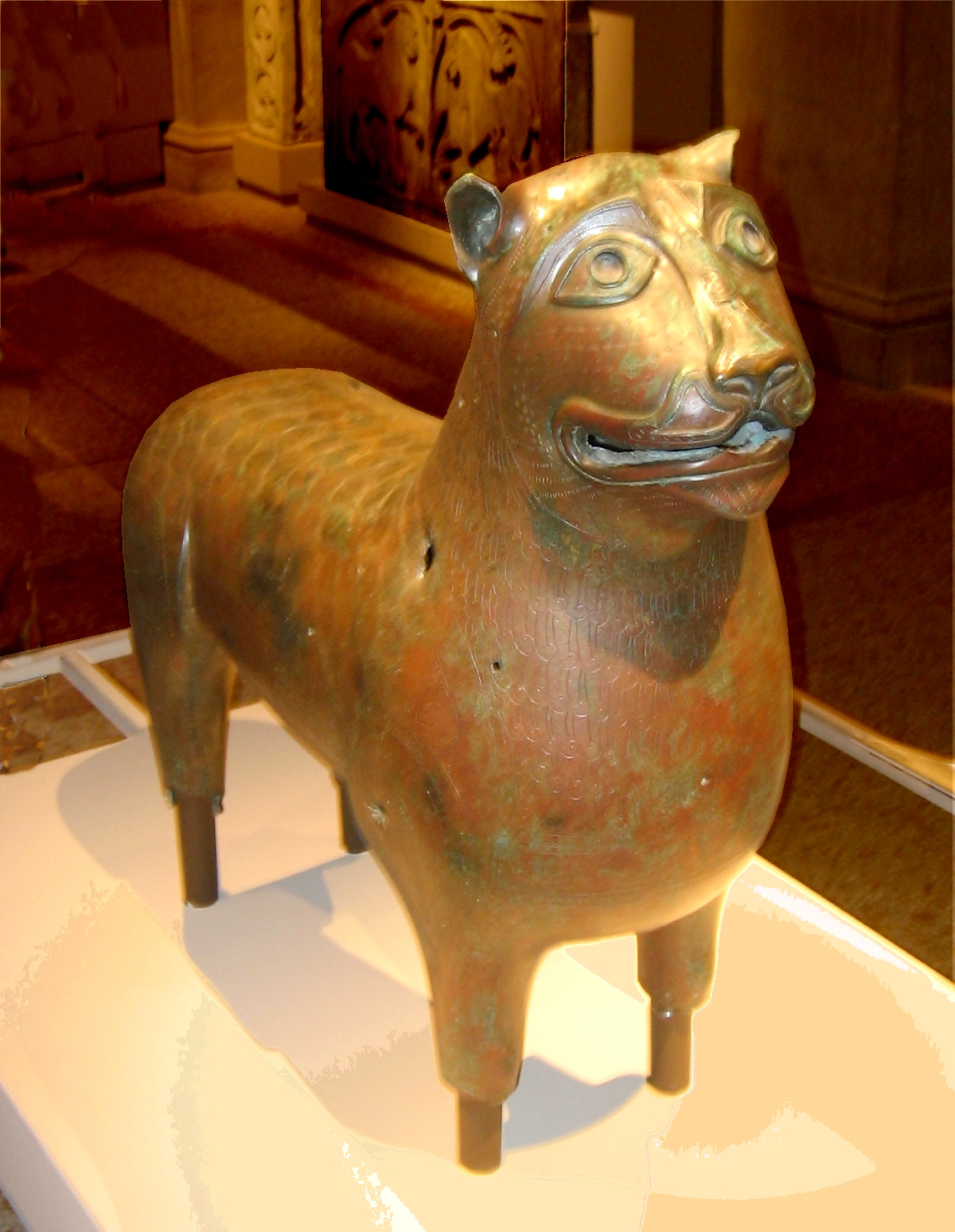
Akwamanile w kształcie lwa (XI w.)
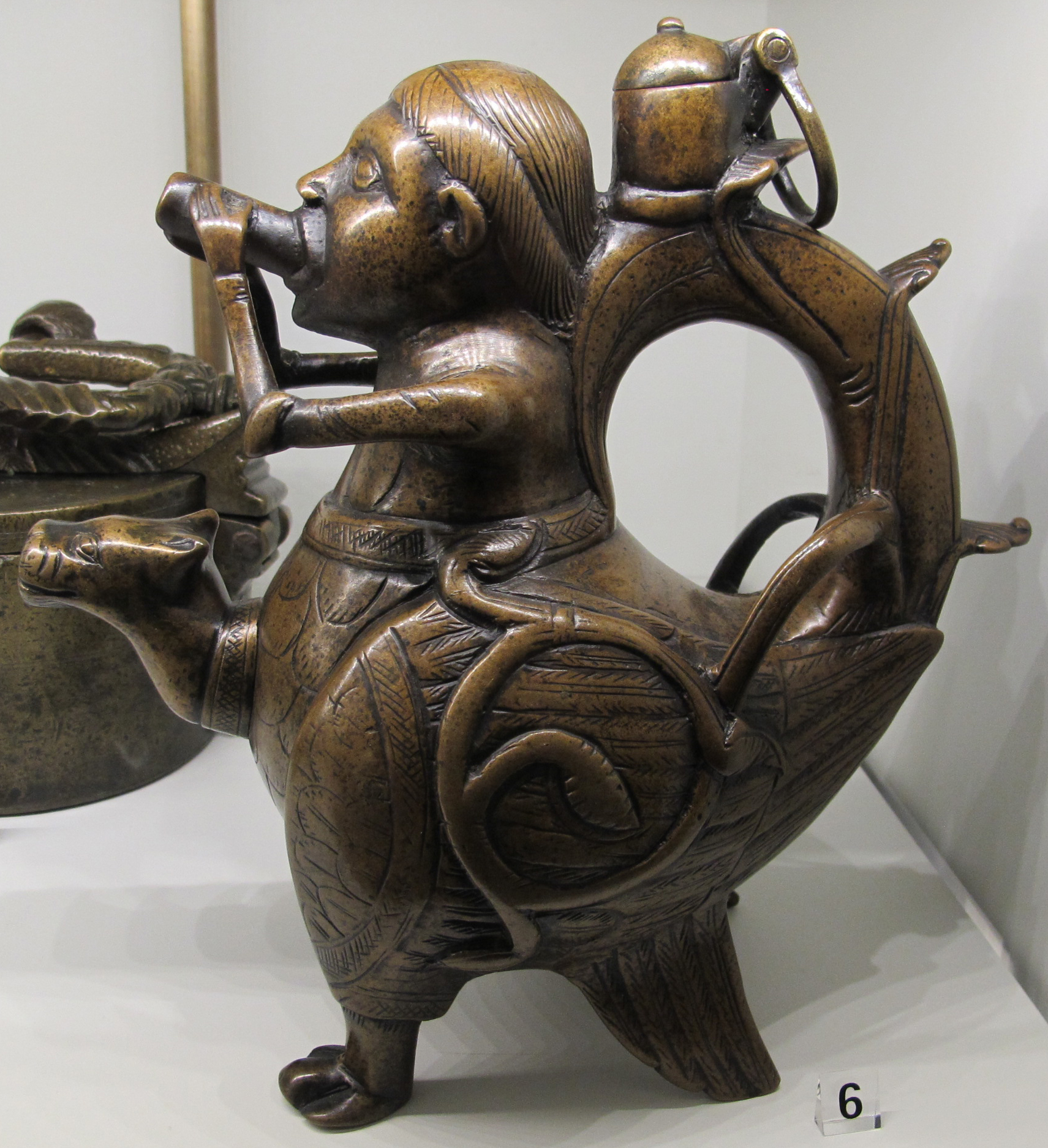
Akwamanile w postaci fantastycznego ptaka (XII w.)
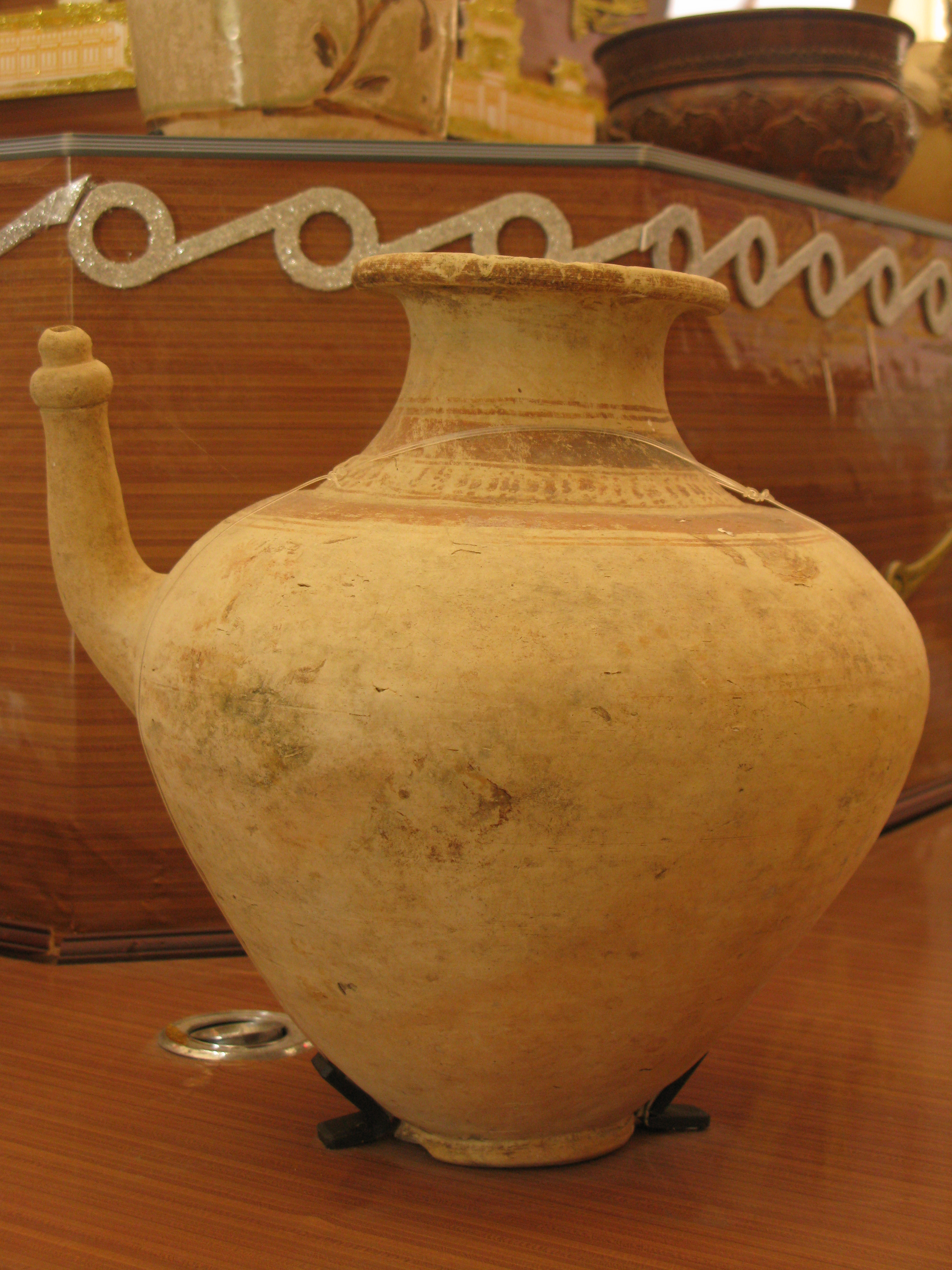
Akwamanile w formie dzbanka z terakoty (VII-IX w.)